# Wrakbaars
De wrakbaars (Polyprion americanus) is een straalvinnige vis uit het geslacht van Polyprionidae, orde van baarsachtigen (Perciformes). De vis kan een lengte bereiken van 210 centimeter. De vis wordt aangetroffen bij scheepswrakken en dankt hieraan haar naam.

## Leefomgeving
De wrakbaars is een zoutwatervis. De soort komt voor in diep water in de Grote, Atlantische en Indische Oceaan en in de Middellandse Zee. De diepteverspreiding is 40 tot 600 meter, mogelijk tot zelfs 1000 meter.
In januari 2006 is een wrakbaars opgevist voor de Noord-Hollandse kust. Het betrof een driejarig exemplaar met een lengte van 53 centimeter.

## Relatie tot de mens
De wrakbaars is voor de visserij van beperkt commercieel belang. In de hengelsport wordt er weinig op de vis gejaagd.
Voor de mens is de wrakbaars ongevaarlijk.